# Zohra Ez-Zahraoui
Zohra Ez-Zahraoui (arabisch زهرة الزهراوي, DMG Zahra az-Zahrāwī; * 18. November 1983), auch Zohra Ez Zahraoui, ist eine marokkanische Boxerin, welche im Fliegengewicht antritt. Sie nahm für Marokko 2016 an den Olympischen Spielen teil.

## Karriere
Über das Olympiaqualifikationsturnier für Afrika qualifizierte sie sich gemeinsam mit Ren Cancan für die Olympischen Spiele 2016 in Rio de Janeiro und wurde vom Comité Olympique Marocain auch für die Olympischen Spiele nominiert. In der ersten Runde im Fliegengewicht-Wettbewerb der Frauen traf sie auf die Französin Sarah Ourahmoune und schied durch eine Niederlage gegen diese aus dem olympischen Wettbewerb aus.